# Leimacomys buettneri
Leimacomys buettneri és una espècie de mamífer rosegador de la família dels múrids. Viu a l'oest de Togo i, probablement, Ghana. Se sap molt poca cosa sobre el seu hàbitat i la seva història natural, car no se n'ha trobat cap exemplar des de finals del segle xix. Probablement es tracta d'un animal parcialment insectívor. Es desconeix si hi ha cap amenaça significativa per a la supervivència d'aquesta espècie.
L'espècie fou anomenada en honor del col·leccionista alemany Oscar Alexander Richard Büttner.